# Flechtingen
Flechtingen ist eine Gemeinde im Landkreis Börde in Sachsen-Anhalt. Sie ist Mitgliedsgemeinde und zugleich Hauptsitz der Verbandsgemeinde Flechtingen. Flechtingen wurde 1999 als Luftkurort staatlich anerkannt.

## Geografie

### Lage
Flechtingen liegt im Nordwesten des Landes Sachsen-Anhalt im Gebiet des waldreichen Flechtinger Höhenzuges. Bis auf eine Öffnung nach Norden ist der Ort von Wäldern umgeben. In der Ortslage befindet sich der 13 Hektar große Schloßteich, der vom nach Norden abfließenden Spetzebach gespeist wird. Während der Ortskern zwischen 96 und 100 Metern Seehöhe liegt, steigt das Gelände in westlicher Richtung bis auf 130 Meter an. Landwirtschaftlich nutzbare Flächen liegen östlich und nördlich des Ortes. Im Südwesten liegt ein seit Jahrhunderten genutztes Hartgesteinvorkommen.

### Gemeindegliederung
Zur Gemeinde Flechtingen gehören folgende Ortsteile:
- Behnsdorf
- Belsdorf
- Böddensell
- Flechtingen
- Flechtingen Bahnhof
- Hasselburg
- Hilgesdorf
- Lemsell

## Geschichte

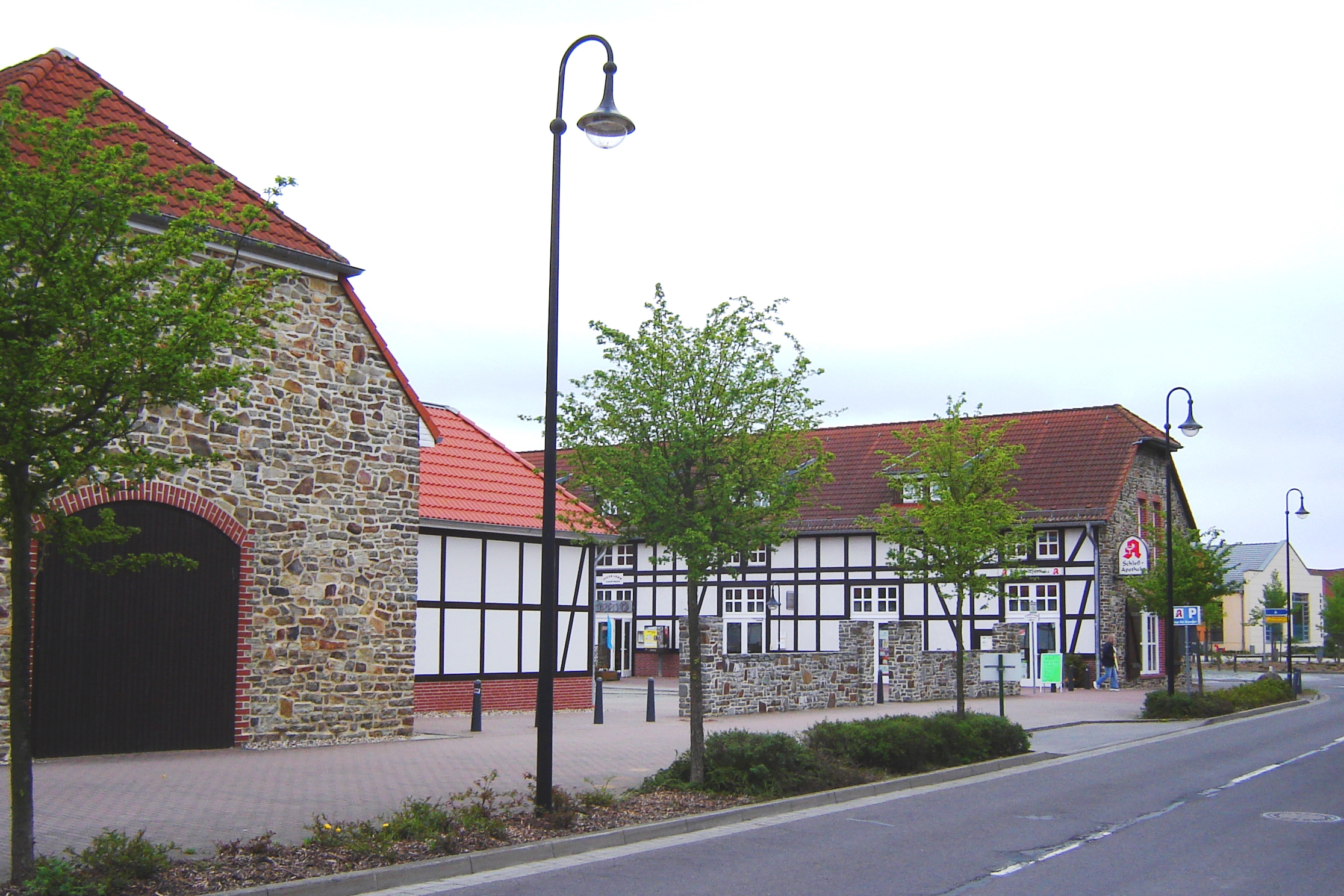
Ortsmitte

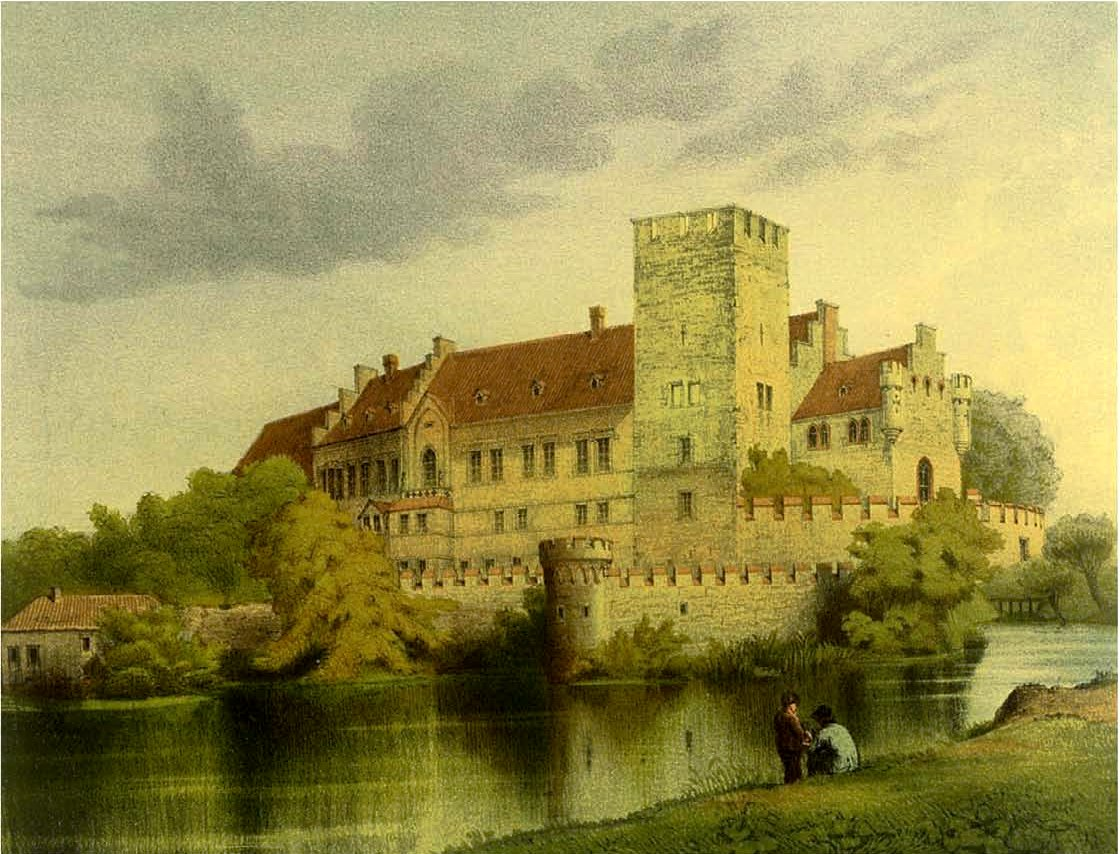
Schloss Flechtingen um 1857/58, Sammlung Alexander Duncker

Flechtingen gehört zu den ältesten Orten der Altmark. Er wird bereits 961 in einer für das Magdeburger Moritzkloster bestimmten Schenkungsurkunde von König Otto I. erwähnt und gehörte seinerzeit zum Nordthüringgau. Spätestens seit dem 12. Jahrhundert befand sich Flechtingen im Besitz des Bistums Halberstadt, das den Ort nach und nach vollständig an die ursprünglich Magdeburger Adelsfamilie Schenck als Lehen vergab. 1307 werden die Schencken als Inhaber der Wasserburg genannt, es ist die erste Erwähnung der Burg. Die Familie, zunächst als Schenck von Dönstedt genannt, nahm später den Namen Schenck von Flechtingen an. Im Laufe des 14. Jahrhunderts ging Flechtingen in den landesherrlichen Besitz der brandenburgischen Markgrafen über, unter denen die Schencken von Flechtingen 1442 Erbkämmerer und Erbschatzmeister wurden. Sie waren bereits 1436 als eines der acht schlossgesessenen Geschlechter der Altmark genannt, zusammen mit den Alvensleben, Bartensleben, Bismarck, Jagow, von dem Knesebeck, Platen sowie von der Schulenburg, die unmittelbar dem Landeshauptmann unterstanden und vom Kaiser und den Markgrafen als zum Heeresstande gehörend das Prädikat Edle bekamen.
1483 wurden Burg und Dorf von einem Großfeuer fast vollständig zerstört. Die von Schencks begannen jedoch noch im selben Jahr mit dem Wiederaufbau. Während des Dreißigjährigen Krieges lag das Dorf zwischen den Fronten der kaiserlichen und der dänischen Truppen. Im Sommer 1629 besetzte Wallenstein den Ort, der am 1. August 1631 samt Burg von seinen Soldaten vollständig ausgeplündert wurde.
Seit dem 16. Jahrhundert war Flechtingen administrativ dem Holzkreis des Erzstiftes Magdeburg unterstellt. Nach der Säkularisation des Erzstiftes übte das Herzogtum Magdeburg die landesherrliche Gewalt aus, bis dieses 1701 in das Königreich Preußen überging. Von 1807 bis 1813 gehörte der Ort zum Kanton Calvörde des vom Bruder Napoleons, Jérôme Bonaparte, regierten Königreichs Westphalen. Mit der preußischen Verwaltungsreform von 1815 wurde Flechtingen in den Landkreis Gardelegen eingegliedert. Der Ort begann sich industriell zu entwickeln. Von großer Bedeutung war das Hartgesteinvorkommen des Flechtinger Steinbruches, das bereits für den Bau des Magdeburger Domes Verwendung gefunden hatte. Mit der Eröffnung des Eisenbahnabschnittes Neuhaldensleben – Oebisfelde 1872 erhielt Flechtingen einen eigenen Bahnhof, allerdings in drei Kilometern Entfernung vom Ortskern. Hier entstand im Laufe der Jahre der Ortsteil Flechtingen-Bahnhof.
Vom Bahnanschluss profitierte neben dem Steinbruch das Schenck'sche Gut. Bereits 1853 war mit Karl Schenck von Flechtingen das letzte männliche Mitglied der Gutsherrenfamilie gestorben und damit der Schencksche Familienstamm ausgestorben. 1869 erhielt jedoch der Adoptivneffe Eduard von Peucker von Schenck (1823–1897) die Genehmigung, künftig das Gut weiterzuführen, und wurde neuer Gutsherr auf Flechtingen. Eduard von Schenck war Fideikommissherr und verheiratet mit Elisabeth von Treskow-Chodowo, die der briefadeligen Seite derer von Treschow entstammt. Der Gutsbezirk mit Gut und Vorwerk hatte 1910 konkret 185 Einwohner, während die Landgemeinde Flechtingen zu diesem Zeitpunkt 878 Einwohner zählte. Am 30. September 1928 wurde Hauptteil des Gutsbezirks Flechtingen (der vorher eigenständige kommunale Einheit war) mit der Landgemeinde Flechtingen vereinigt und das Vorwerk Damsendorf mit der Landgemeinde Belsdorf. Als Wirtschaftsbetrieb existierte das Schenck'sche Gut bis 1945. Zum Majorat, der Festlegung der Erbfolge an den ältesten direkten Nachkommen, Flechtingen gehörten Rittergüter Hilgesdorf, Damsendorf und Böddensell, gesamt etwa 2364 ha Land. Letzter Grundbesitzer war der Forstwirt Jakob von Schenck (1866–1948).
Im Rahmen der von der sowjetischen Besatzungsmacht angeordneten Bodenreform wurden der Landbesitz und das Schloss 1945 enteignet. Die Ländereien wurden aufgesiedelt und an Neubauern vergeben, das Schloss diente zunächst ausgebombten Familien und Flüchtlingen aus den Ostgebieten als Wohnraum.
Flechtingen, das 1939 922 Einwohner zählte, war im April 1945 zuerst von amerikanischen, anschließend von britischen Truppen besetzt worden. Am 1. Juli 1945 wurde der Ort an die sowjetischen Besatzungstruppen übergeben. Neben der Bodenreform traten 1949 nach der Gründung der DDR weitere tiefgreifende gesellschaftliche Veränderungen ein. Die Flechtinger Steinbrüche wurden verstaatlicht und zum Betriebsteil des Volkseigenen Betriebes „VEB Zuschlagstoffe Haldensleben“. Als einer der größten Arbeitgeber entwickelte sich der Dämmstoffe produzierende VEB MIWOLL. Besonders einschneidend waren die Veränderungen in der Landwirtschaft. Im Zuge der DDR-Verwaltungsreform von 1952 wurde Flechtingen dem Kreis Haldensleben zugeschlagen. Im selben Jahr wurde in Flechtingen von drei Kleinbauern die erste Landwirtschaftliche Produktionsgenossenschaft (LPG) namens „Frieden“ gegründet. Sie gab bereits 1953 wegen Unwirtschaftlichkeit wieder auf, und erst 1960 war nach massivem Druck der staatlichen Behörden Flechtingen „vollgenossenschaftlich“ geworden. Damit gaben auch die noch verbliebenen Züchter des Deutschen Edelschweins auf, die noch in den 1950er Jahren Herdbuchzucht betrieben hatten. Von besonderer Bedeutung für die landwirtschaftlichen Betriebe der umliegenden Region war die 1952 gegründete Maschinen-Traktoren-Station (MTS). 1964 hatte sich die Zahl der Einwohner Flechtingens auf 1280 erhöht.
Die politischen Wende von 1989 und die Wiedervereinigung Deutschlands 1990 brachten erneut einschneidende Veränderungen mit sich. Landwirtschaft und Industrie wurden wieder privatisiert, die Norddeutsche Naturstein GmbH übernahm den Steinbruch, die Rockwool GmbH das Mineralwollewerk, die MEDIAN-Gruppe errichtete 1993 und 1995 zwei neue Rehabilitationskliniken. Administrativ gehörte Flechtingen ab 1990 zum neuen Bundesland Sachsen-Anhalt. Pläne, das Wasserschloss zu einem Hotel umzubauen, scheiterten bisher. Nach der Kreisgebietsreform vom 1. Juli 1994 wurde der Ort in den Ohrekreis eingegliedert, der 2007 in dem neu gebildeten Landkreis Börde aufging. Seit 1994 war Flechtingen Sitz der Verwaltungsgemeinschaft Flechtinger Höhenzug und ab 2005 der Verwaltungsgemeinschaft Flechtingen.
Am 1. Januar 2010 schlossen sich die bis dahin selbstständigen Gemeinden Behnsdorf, Belsdorf, Böddensell und Flechtingen zur neuen Gemeinde Flechtingen zusammen. Diese wurde Mitgliedsgemeinde und Sitz der ebenfalls am 1. Januar 2010 gegründeten Verbandsgemeinde Flechtingen.

## Religion
29 % der Einwohner von Flechtingen sind evangelisch, 2 % katholisch. Die Kirchen in Behnsdorf und Belsdorf gehören zum Pfarramt Behnsdorf, die Dorfkirche Flechtingen zum Pfarramt Flechtingen im Kirchenkreis Haldensleben-Wolmirstedt der Evangelischen Kirche in Mitteldeutschland. Die wenigen Katholiken sind der Pfarrei St. Christophorus mit Sitz in Haldensleben zugehörig, deren nächste Kirchen die Heilig-Kreuz-Kirche in Calvörde, St. Liborius in Haldensleben sowie St. Josef und St. Theresia vom Kinde Jesu in Weferlingen sind.

## Politik

### Bürgermeister
Am 6. Dezember 2009 wurde der bis 2016 amtierende ehrenamtliche Bürgermeister Dieter Schwarz mit 100 % der abgegebenen Stimmen gewählt. Zum Nachfolger wurde bei der Bürgermeisterwahl am 23. Oktober 2016 Tim Krümmling (CDU) gewählt. Im September 2022 wurde Mirko Buttgereit zum Bürgermeister der Gemeinde Flechtingen gewählt.

### Gemeinderat
Nach der Kommunalwahl am 26. Mai 2019 hat der Gemeinderat 14 Mitglieder. Die Wahlbeteiligung lag bei 43,3 %. Die Wahl brachte folgendes Ergebnis:
| FUWG Gemeinde Flechtingen | 9 Sitze |
| SPD                       | 2 Sitze |
| CDU                       | 1 Sitz  |
| AfD                       | 1 Sitz  |
| LINKE                     | 1 Sitz  |

Weiteres Mitglied des Gemeinderates und dessen Vorsitzender ist der Bürgermeister.

### Wappen
Das Wappen und die Flagge wurden am 18. August 2015 durch den Landkreis Börde genehmigt.
Blasonierung: „In Silber auf einem, mit silberner Wellenleiste belegten grünen Dreiberg ein gezinntes, schwarzgefugtes rotes Burgportal, im offenen Torbogen ein gestürztes grünes Lindenblatt.“
Das Wappen wurde vom Kommunalheraldiker Jörg Mantzsch gestaltet.
Die Farben der Gemeinde sind Rot - Weiß.

### Flagge
Flaggenbeschreibung: „Die Flagge ist rot - weiß (1:1) gestreift (Querform: Streifen waagerecht verlaufend, Längsform: Streifen senkrecht verlaufend) und mittig mit dem Gemeindewappen belegt, das auf der Flagge zusätzlich eine weiße Außenkontur hat.“

### Wappen des Ortsteiles

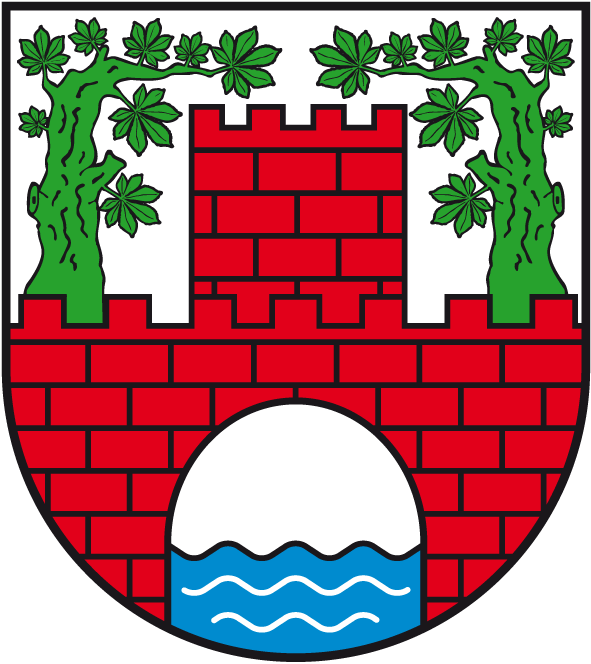
Wappen von Flechtingen

Blasonierung: „In Silber eine gezinnte rote Mauer, dahinter wachsend ein gezinnter roter Turm, begleitet von zwei aus der Mauer wachsenden grünen Kastanienbäumen, in der Toröffnung ein blaues Wasser.“
Die Blasonierung geht auf einen Beschluss der Gemeindevertretung von Flechtingen zurück, wonach „nunmehr gültige und für den Ort verbindliche Insignien zu tragen. Wappensymbol soll dabei das Flechtingen prägende Wasserschloss sein. Im neu geschaffenen Wappen wird das Wasserschloss durch einen aus einer Zinnenmauer wachsenden Zinnenturm dargestellt. Der Turm wird von je einem Kastanienbaum begleitet. Diese nehmen sowohl Bezug auf die gewaltigen und sehr alten Bäume, die den Zugang zum Schloss säumen, als auch auf die landschaftliche Lage von Flechtingen, das am Flechtinger Höhenzug liegt.“
Das Wappen wurde vom Kommunalheraldiker Jörg Mantzsch gestaltet und dem Genehmigungsverfahren zugeführt. Es wurde am 26. Februar 1996 vom Regierungspräsidium Magdeburg genehmigt und 1996 im Landeshauptarchiv Magdeburg hinterlegt.

### Flagge des Ortsteiles
Die Flagge ist rot-weiß gestreift mit dem aufgelegten Wappen.

## Bauwerke, Sehenswürdigkeiten

### Wasserburg

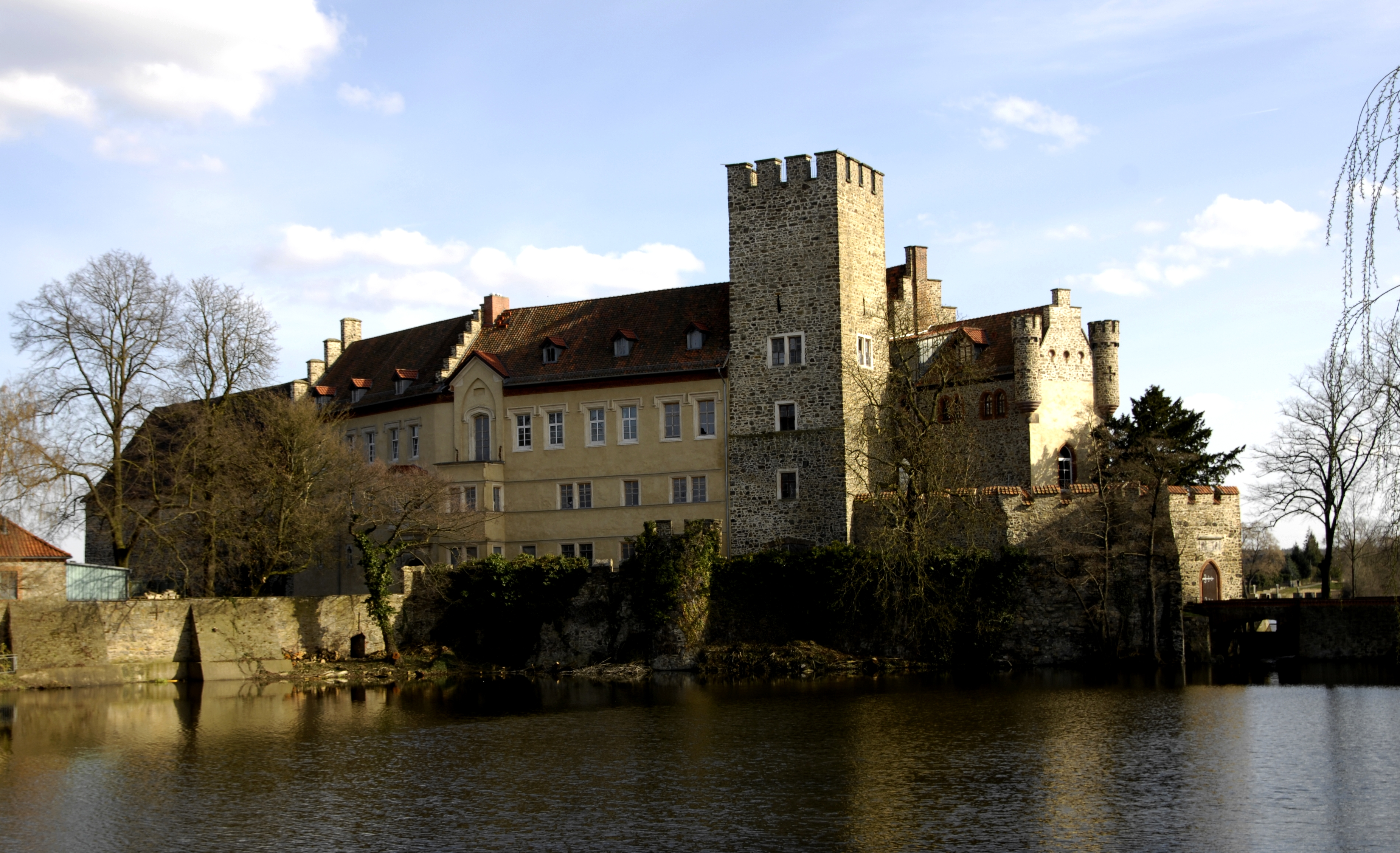
Schloss Flechtingen

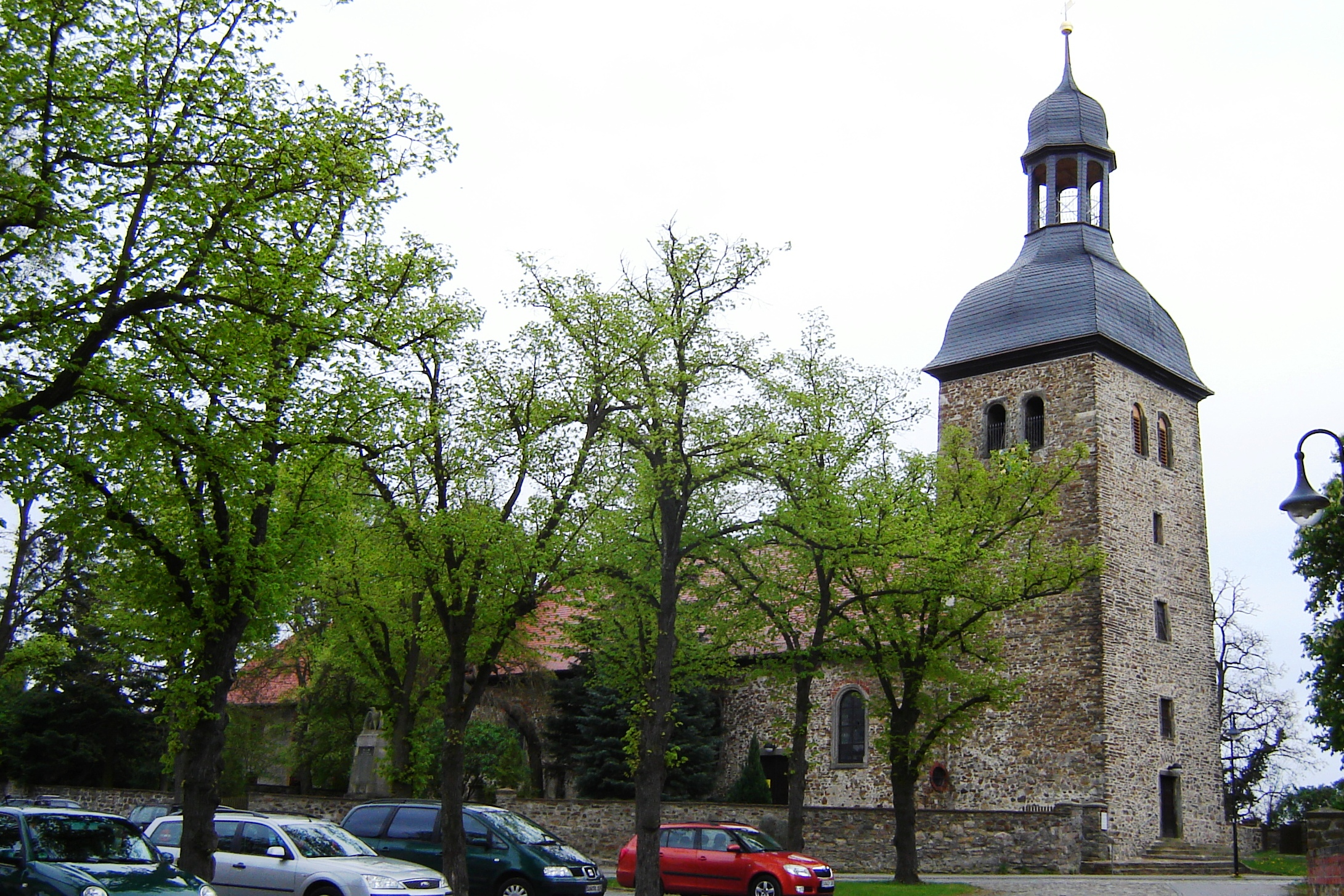
Kirche, Nordwest-Ansicht

Die Wasserburg Flechtingen liegt in einem künstlich angestauten See im Ortszentrum und wurde auf einem Grauwackefelsen errichtet. Vom 14. Jahrhundert bis 1945 war die ursprüngliche Burg Stammsitz der Adelsfamilie Schenck von Flechtingen. Ihre heutige Form geht auf Umgestaltungen im 19. Jahrhundert zurück. Die ältesten Gebäudeteile entstanden um 1300, zu ihnen gehören die Ringmauer, der Palas und der Bergfried. Erste große Veränderungen wurden 1483 mit der Verlagerung der Burg nach Westen vorgenommen. Ende des 15. Jahrhunderts wurden spätgotische Bauelemente hinzugefügt, 100 Jahre später erhielt die Anlage Veränderungen im Renaissance-Stil. Um 1600 wurde die ehemalige Zugbrücke durch eine Dammzufahrt ersetzt. Bei den letzten Umbauten zwischen 1840 und 1890 erhielt das Wasserschloss sein historistisch-neugotisches Aussehen.
Nach der Enteignung des Schlosses diente es 1945 zunächst als Flüchtlingsunterkunft. Danach wurde es als Genesungsheim genutzt, ehe es 1958 von den Grenztruppen der Volksarmee übernommen wurde. Von 1964 bis 1993 war das Schloss ein Altersheim. Anschließend gab es Versuche, das Schloss zu einem Hotel umzugestalten, die bisher zu keinem Ergebnis führten.

### Kirche
Die evangelische Kirche von Flechtingen wurde auf Veranlassung von Jakob von Schenck in den Jahren 1722 bis 1727 als Patronatskirche der Adelsfamilie errichtet, ohne dass ihr ein besonderer Namen verliehen wurde. Das Gebäude wurde aus Bruchsteinen errichtet und besteht aus dem rechteckigen Saalbau und dem Westquerturm. Der Turm enthält noch Reste der ehemaligen mittelalterlichen Kirche. Seine achteckige geschweifte Haube wurde 1571/72 aufgesetzt. Der mit einer flachen Holztonne gedeckte Innenraum des Kirchenschiffs enthält zahlreiche Einrichtungsgegenstände der alten Kirche aus dem Jahr 1592. Dazu gehören die verglaste Herrschaftsempore, die reichlich mit Stuck verzierten Kanzel und Taufstein. Die über dem Altar errichtete Orgel wurde 1856 von Orgelbaumeister August Troch aus Neuhaldensleben geschaffen. Zahlreiche in der Kirche aufgestellte Grabmäler und Epitaphe erinnern an die Patronatsfamilie von Schenck.

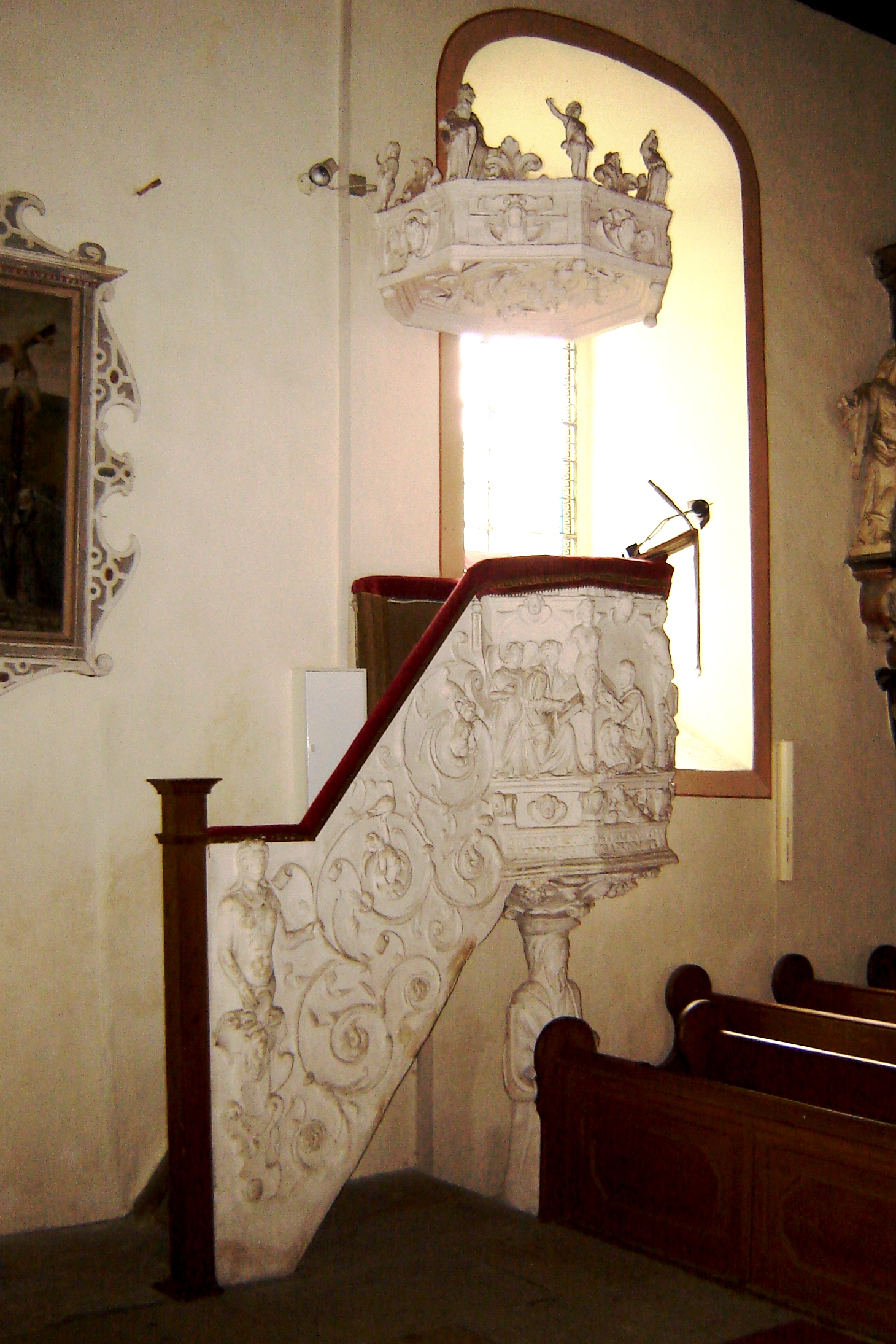
Kanzel
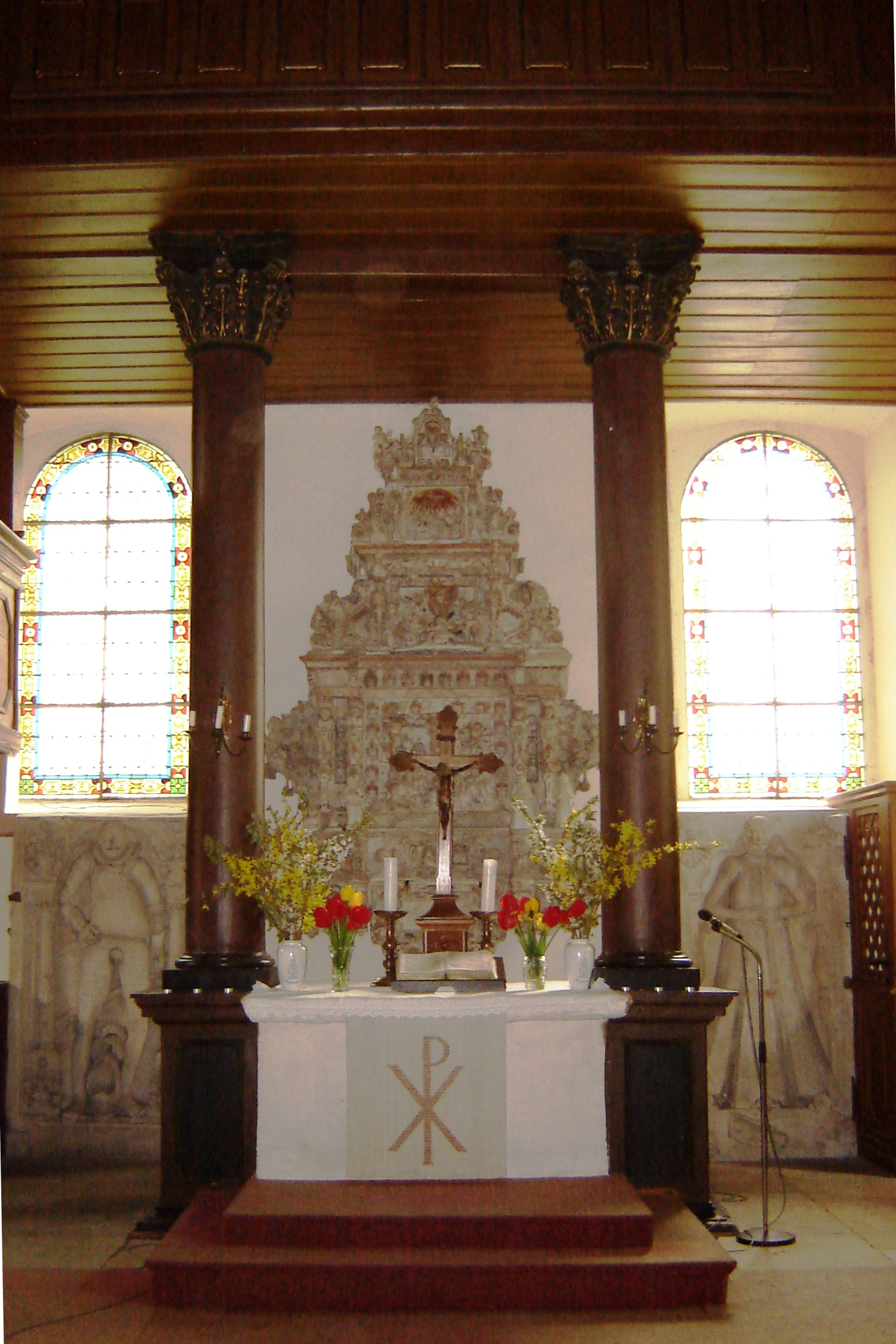
Altar

### Schlossmühle

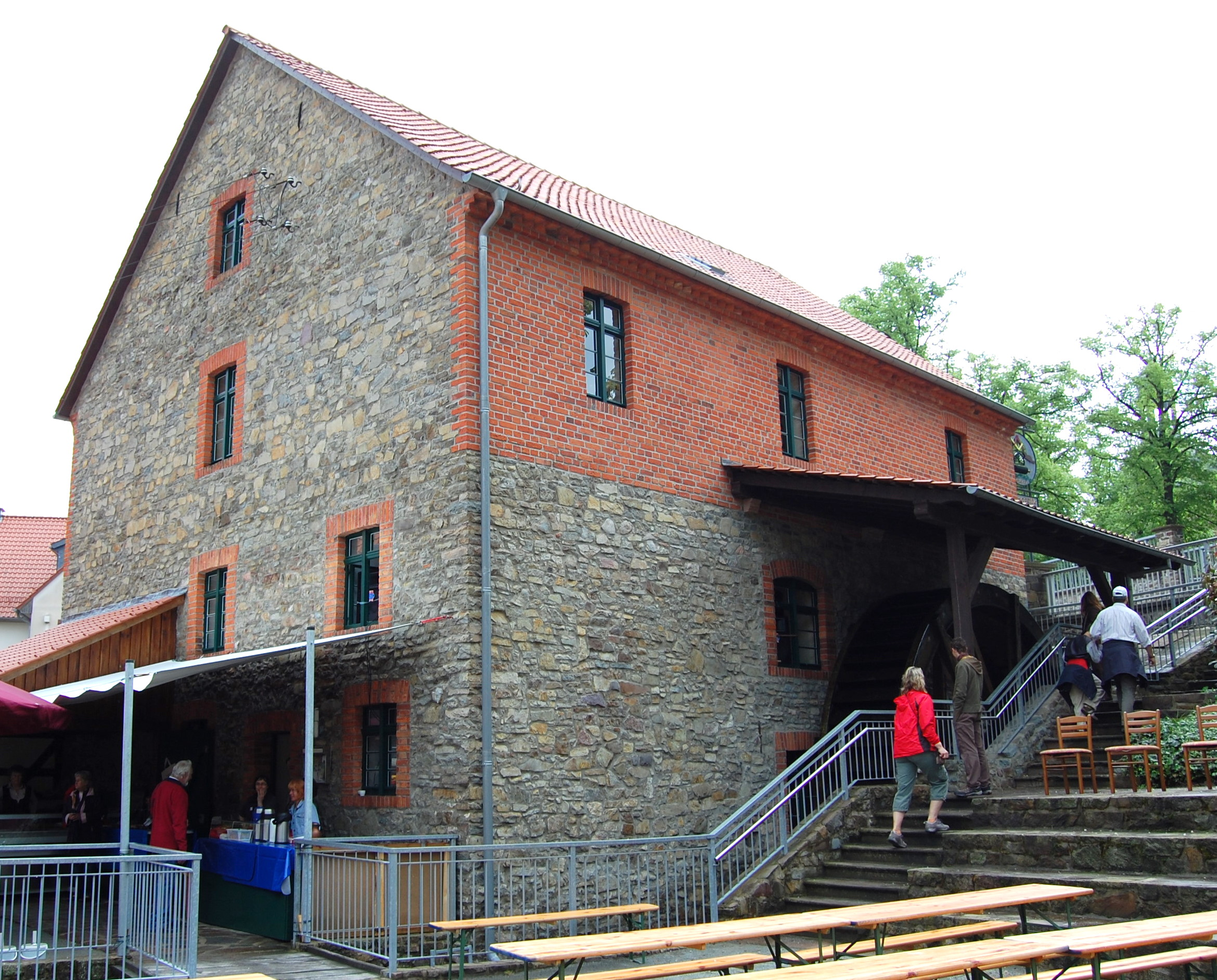
Schlossmühle

Bemerkenswert ist auch die bis auf das Jahr 1311 zurückgehende Schlossmühle.

## Verkehr
Flechtingen liegt an der Bahnstrecke Glindenberg–Oebisfelde, sein Bahnhof liegt etwa drei Kilometer entfernt. Im Ort kreuzen sich die Landesstraßen L 25 und L 43. Über die L 25 hat Flechtingen Anschluss an die 17 km entfernte Autobahn A 2, die Kreisstadt Haldensleben ist 14 Straßenkilometer entfernt. Im zur Verbandsgemeinde gehörenden sieben Kilometer entfernten Bülstringen befindet sich ein Hafen des Mittellandkanals.

## Persönlichkeiten
- Valentin Lademann (1795–1869), preußischer Generalmajor
- Kersten von Schenck (1868–1924), Verwaltungsbeamter